# آراتا ایسوزاکی

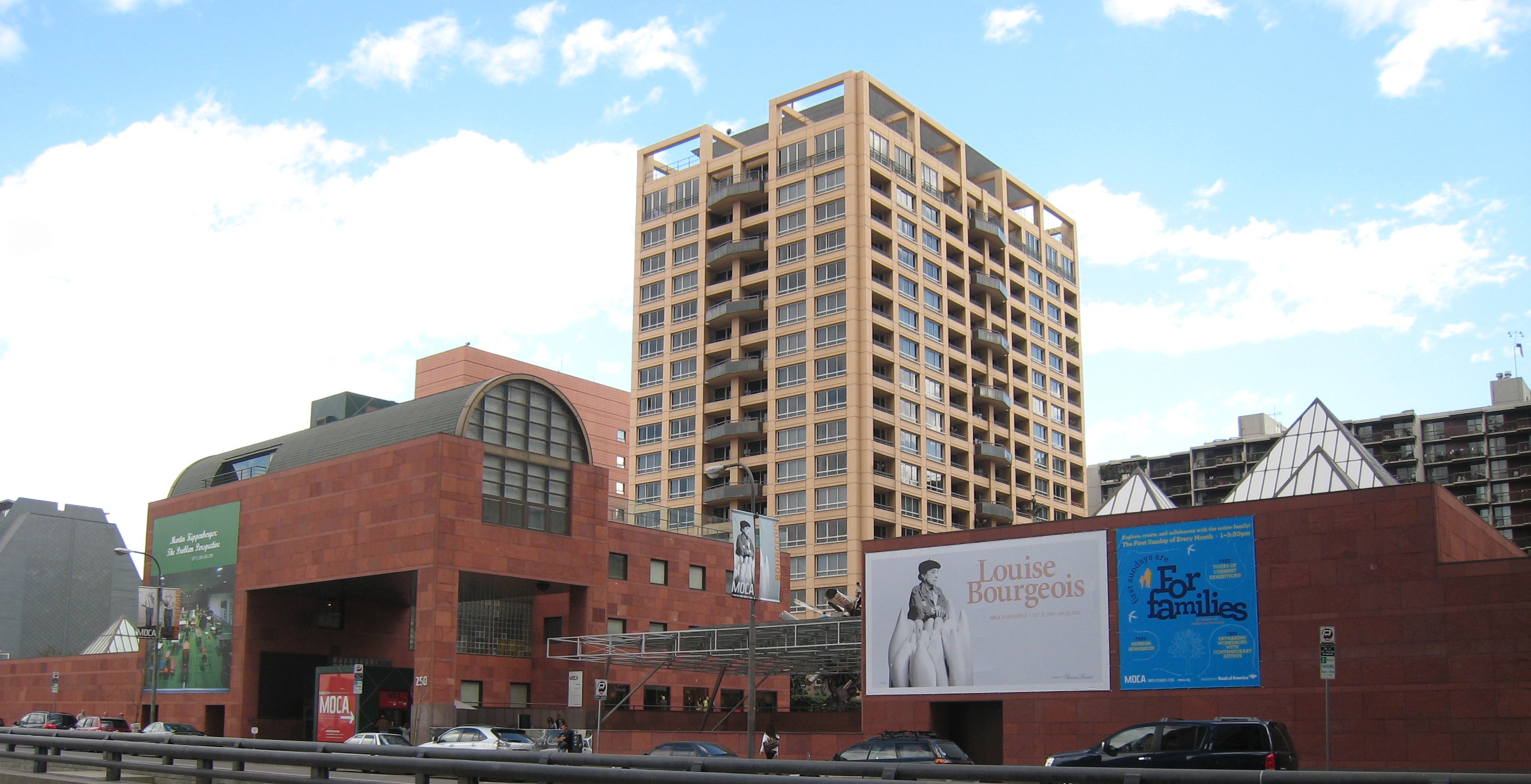
موزه هنرهای معاصر لس آنجلس

آراتا ایسوزاکی (به ژاپنی: 磯崎新) (زادهٔ ٢٣ ژوئیهٔ ١٩٣١ - درگذشتهٔ ٢٨ دسامبر ٢٠٢٢) معمار برجستهٔ ژاپنی بود.
او در سال ۲۰۱۹ جابزه پریتزکر دریافت کرد.
این معمار سرشناس ژاپنی طراحی ساختمان‌ها و سازه‌های ماندگاری را در شهرهای مختلف جهان بر عهده داشته که مجموعه بزرگ ورزشی سن جوردی در شهر بارسلون، یکی از مهمترین ورزشگاه‌های ساخته شده برای بازیهای المپیک ۱۹۹۲، موزه هنرهای معاصر لس آنجلس و نیز ساختمان مرکز کنوانسیون ملی قطر از جمله آنهاست.
از دیگر بناهای طراحی شده توسط آراتا ایسوزاکی، معمار برجسته ژاپنی می‌توان به برج معروف آلیانس در میلان ایتالیا، ساختمان آکادمی مرکزی هنرهای زیبا در چین، بنای داموس در لاکرونیای اسپانیا و ساختمان موزه هنرهای مدرن گونما در ژاپن اشاره کرد.
هیئت ژوری چهل و ششمین دوره از مراسم اهدای جایزه پریتزکر بدین ترتیب در سال ۲۰۱۹ هفتمین معمار برجسته ژاپنی را مستحق دریافت نوبل معماری معرفی کرد. شش تن از معماران ژاپنی پیشتر موفق به دریافت این جایزه شده بودند.

## ترجمه نوشته‌ها به فارسی
- زیبایی‌شناسی ملت ساکن جزیره (جستار)، در کتاب نظریه‌ها و مانیفست‌های معماری معاصر، گردآوری چارلز جنکز و کارل کروپف، ترجمۀ احسان حنیف، تهران: کتاب فکرنو. ۱۳۹۷.

## پیوند به بیرون

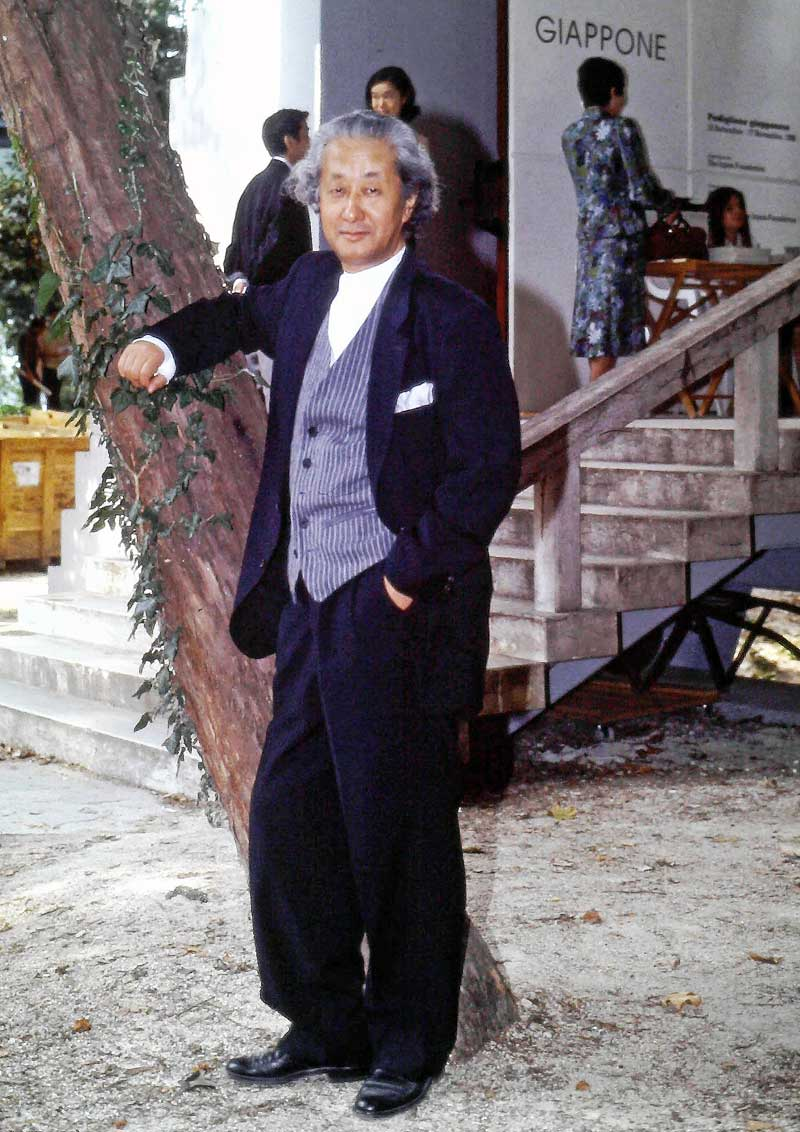